# Reliefs de Buner
Les reliefs de Buner désignent un certain nombre de reliefs en pierre trouvés dans le district de Buner, dans la vallée de Peshawar au Pakistan, ce qui était autrefois l'ancienne Gandhara. Il y en a également près de la vallée de Swat.
La plupart d'entre eux proviennent de sites bouddhistes, mais ce sont des sculptures architecturales décoratives à petite échelle, et beaucoup montrent des scènes purement laïques, dans un style fortement influencé par l'art hellénistique.

## Scènes hellénistiques
Certains reliefs représentent des personnages en tenue grecque (la tunique courte, ou chiton, et l'himation enveloppante pour les femmes, et la tunique courte, ou exomide, pour les hommes) et dans des poses, « se délectant souvent avec des coupes, et parfois versant des outres à vin dans des coupes ou des bols à mélanger à la manière grecque » (Boardman). Les personnages sont souvent représentés à côté de colonnes de style Corinthien.

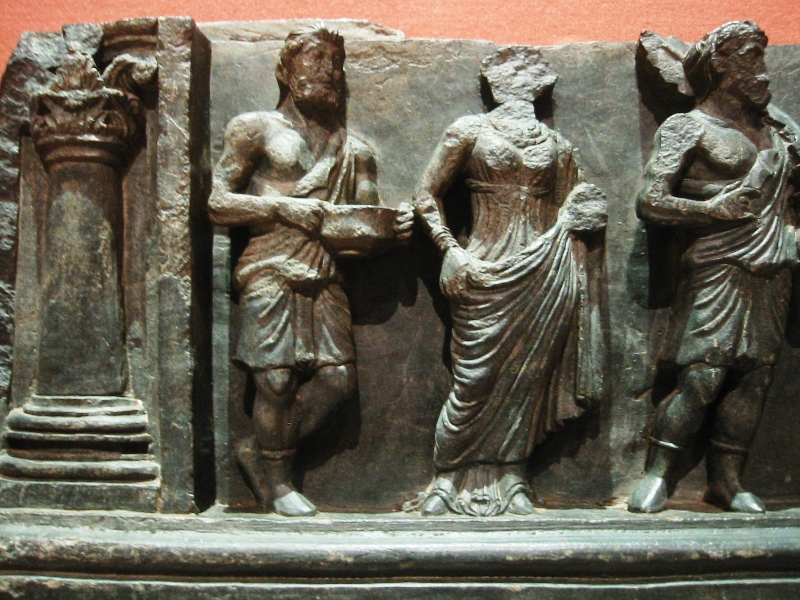
Détail de gauche
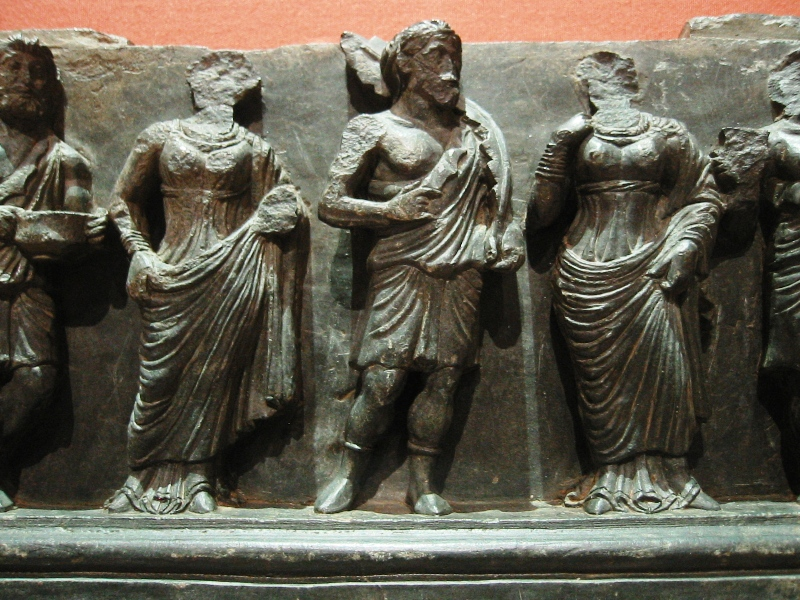
Détail du centre
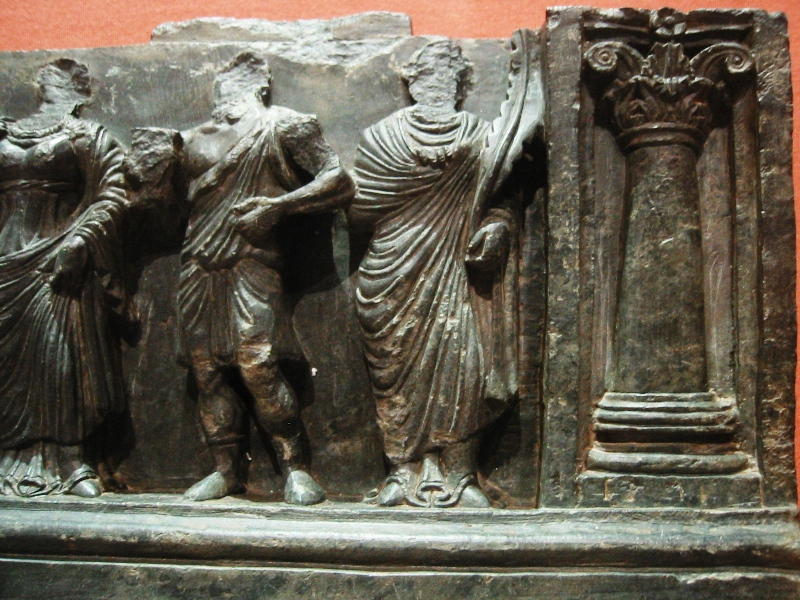
Détail de droite

## Scènes militaires

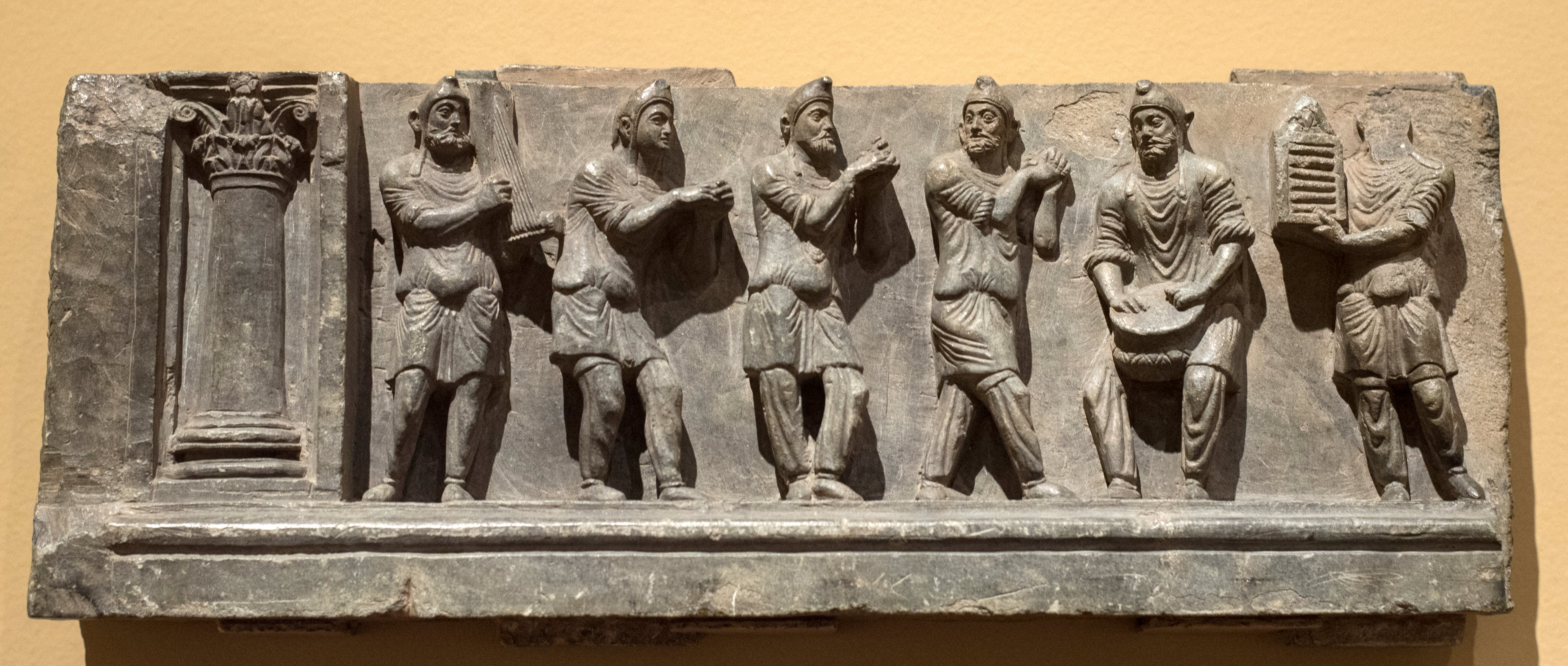
L'un des reliefs montrant des soldats scythes dansant. Musée d'art de Cleveland.

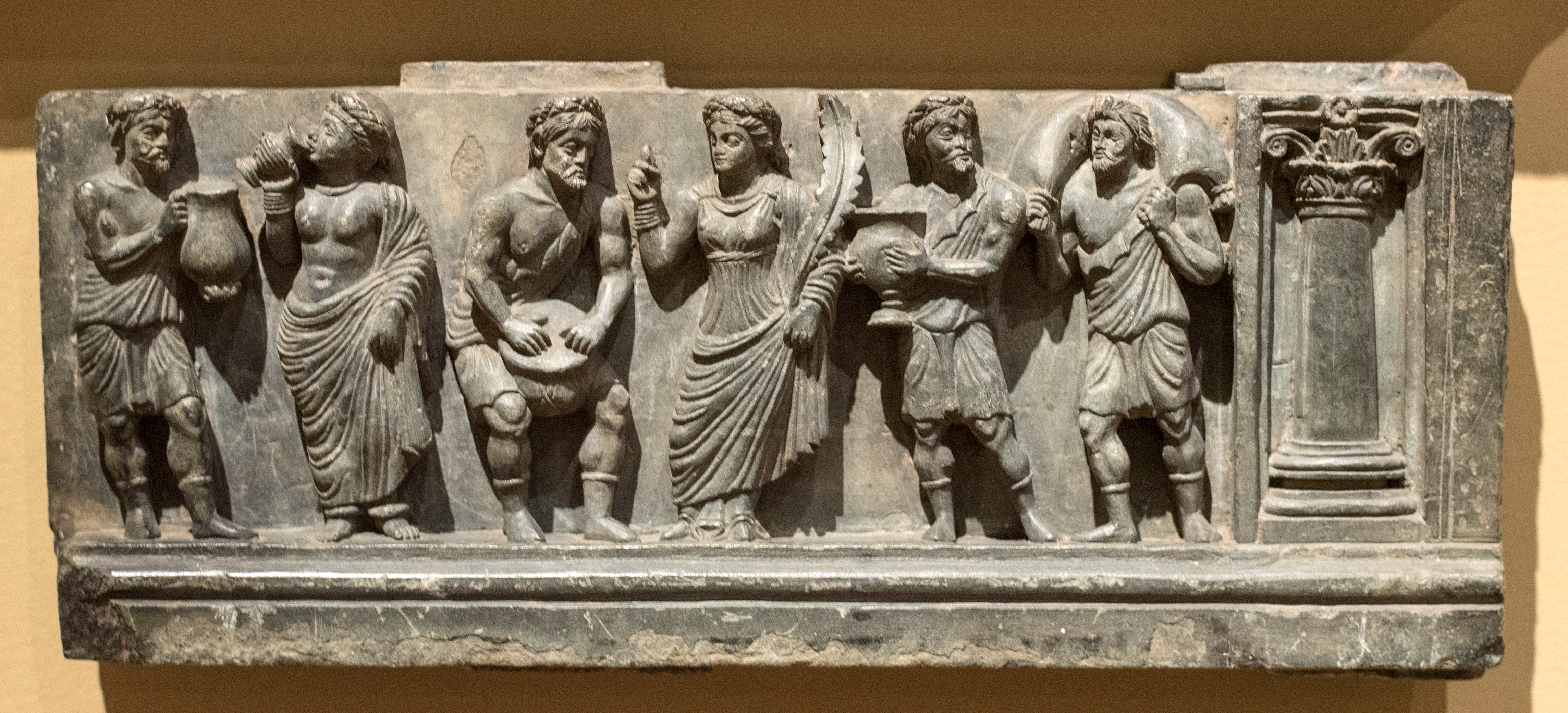
Fêtards en robe grecque. Musée d'art de Cleveland.

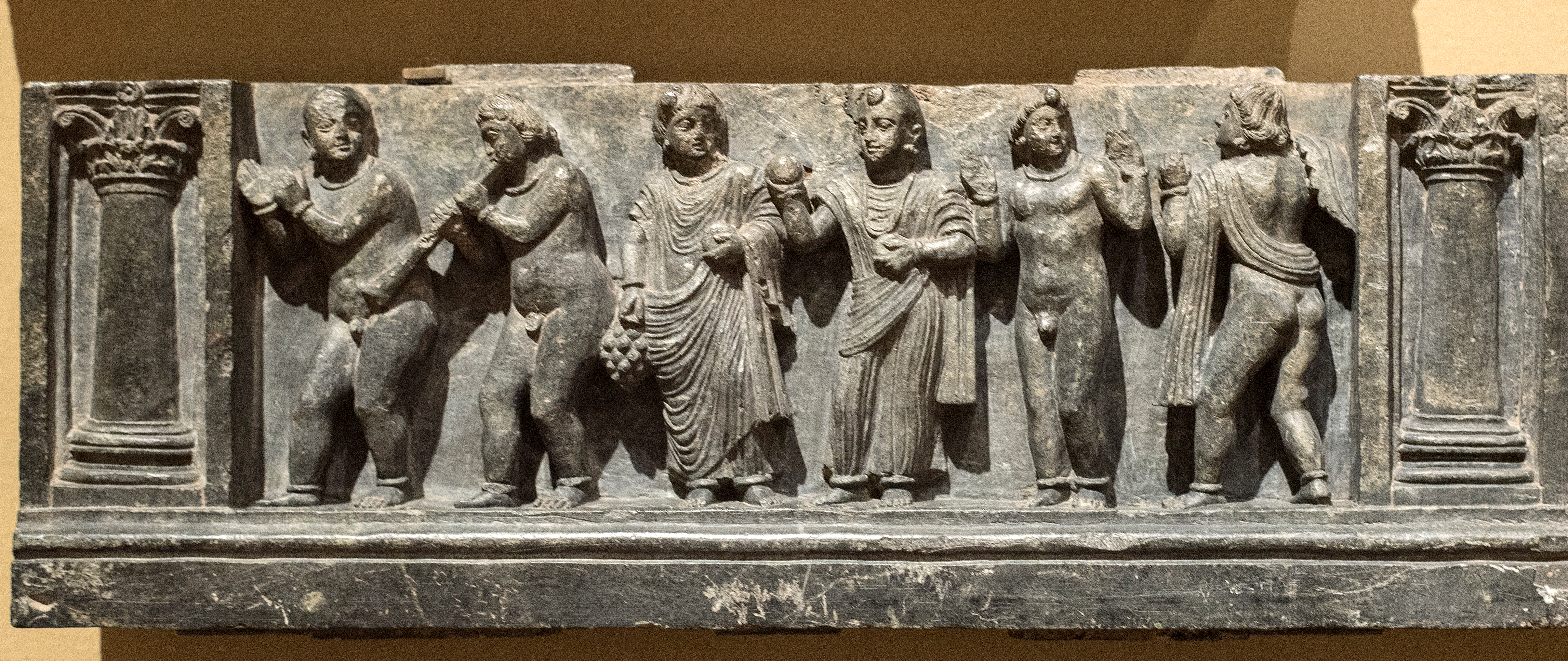
Bacchanales. Musée d'art de Cleveland.

D'autres reliefs, considérés comme contemporains en raison de leur style et de leur structure identiques, représentent des soldats en tenue militaire. Ils sont représentés dans de vastes tuniques avec un pantalon (l'anaxyride), avec une capuche pointue et comme arme, une épée droite lourde. Certains d'entre eux forment le Karana mudra avec la main droite, contre les mauvais esprits. Au Gandhara, de telles frises étaient utilisées comme décorations sur les piédestaux des stupas bouddhistes. Ces soldats pourraient être des Indo-Scythes, ou peut-être des troupes phrygiennes du royaume hellénistique.
Un autre relief est connu où les mêmes types de soldats dansent et jouent des instruments de musique. Les instruments sont une petite harpe, un tambour à main et un petit xylophone portable. Trois des hommes dansent en joignant les deux mains.

## Scènes bouddhistes
D'autres reliefs encore montrent des personnes en tenue indienne, tenant généralement des fleurs de lotus.
Toutes ces frises, étant contemporaines les unes des autres, suggèrent un mélange d'Indo-Scythes (détenant le pouvoir militaire), d'Indo-Grecs (confinés à la vie civile sous la domination indo-scythe, et généralement montrés en train de boire aux gobelets) Bouddhistes (probablement plus directement impliqués dans les questions religieuses, et représentés avec le lotus révérencieux).
Ces reliefs appartenaient généralement aux temples bouddhistes, où ils servaient de contremarches ou de seuils de niches sur les monuments bouddhistes. En plus des costumes grecs qui y sont représentés, les œuvres d'art des reliefs sont de style et de contenu hellénistiques ; ils sont considérés comme l'un des premiers exemples de l'art gréco-bouddhiste. Ils sont généralement datés d'environ du Ier siècle apr. J.-C., bien qu'ils puissent remonter au Ier siècle av. J.-C., correspondant ainsi à la période de domination indo-grecque et indo-scythe au Pakistan.
L'un des plus célèbres de ces reliefs est celui situé au Victoria and Albert Museum.

## Autres reliefs de Buner possibles

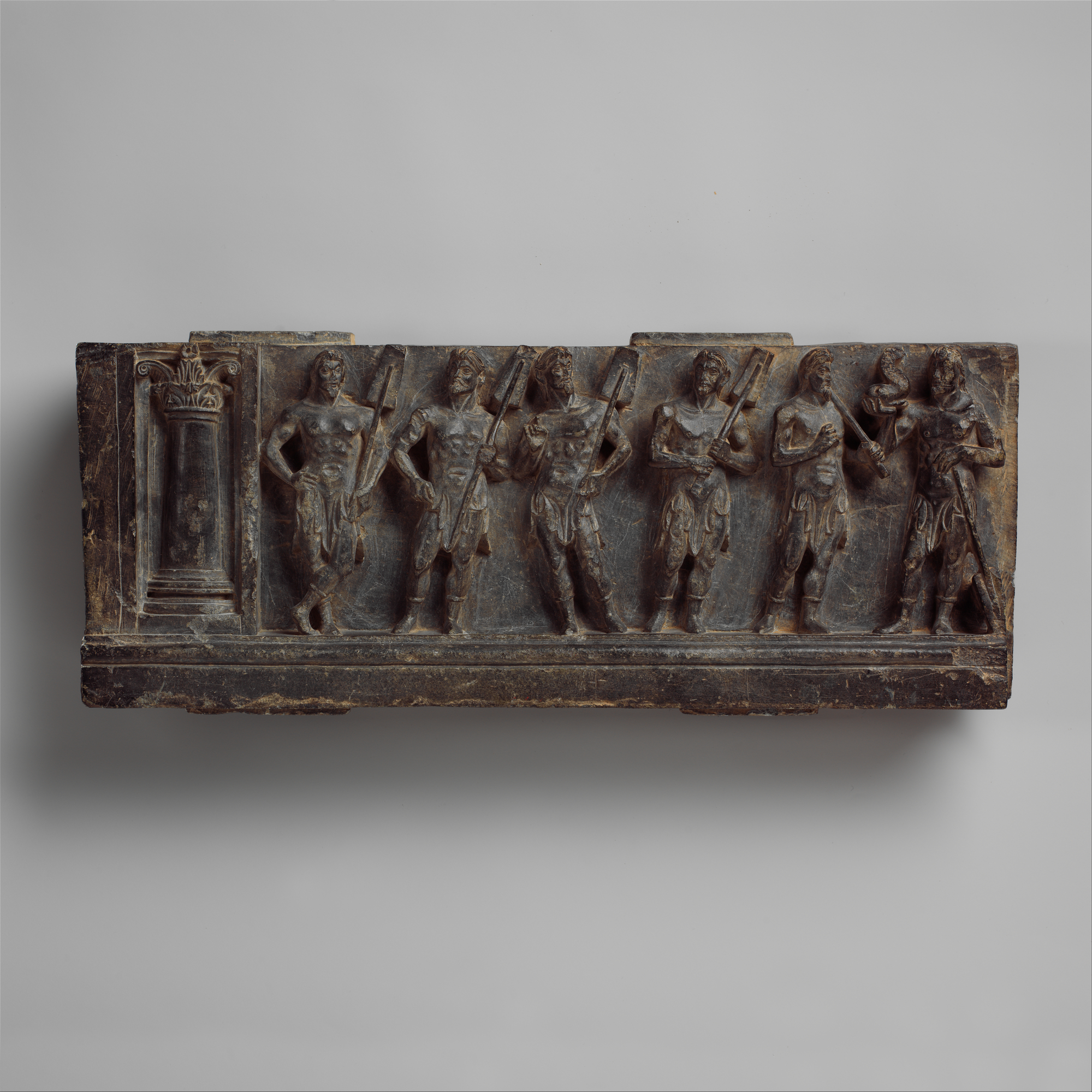
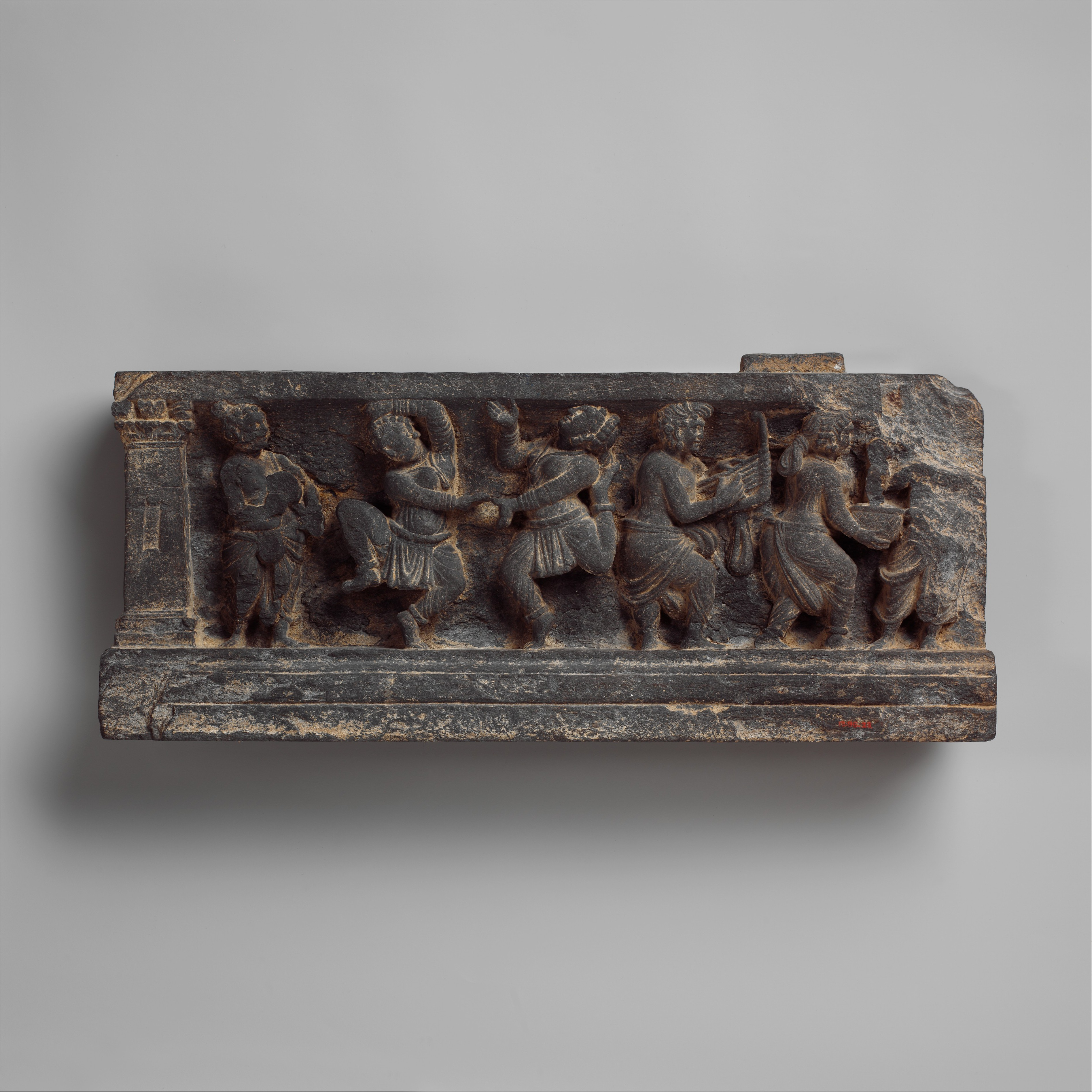
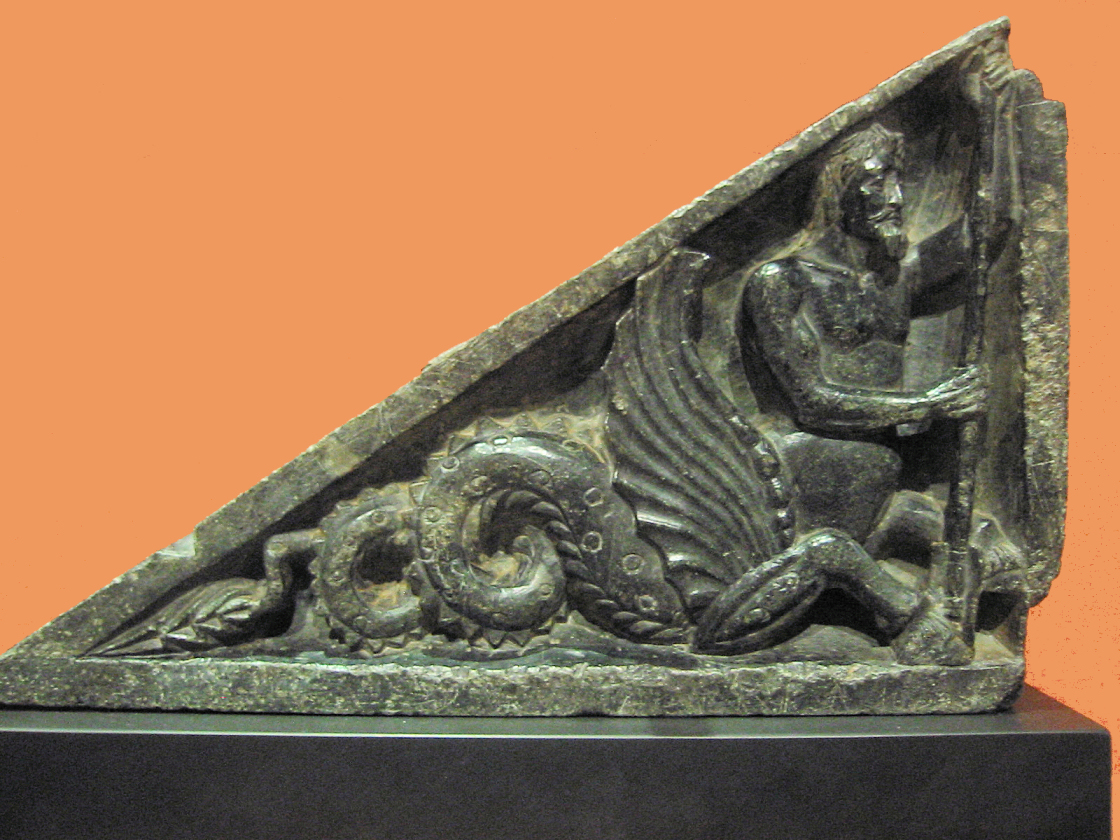
Une contremarche d'escalier représentant un Ichthyo-Centaure, l'un des reliefs de Buner. Victoria and Albert Museum

### Ressources
- John Boardman, La diffusion de l'art classique dans l'Antiquité (Princeton University Press, 1994) (ISBN 0-691-03680-2)
- Alexandre le Grand: contacts culturels Est-Ouest de la Grèce au Japon (NHK et Tokyo National Museum, 2003)